# Monkey Business (1931)
Monkey Business is een Amerikaanse filmkomedie uit 1931 van The Marx Brothers.

## Verhaal
De Marx Brothers spelen in deze film verstekelingen op een schip naar Amerika. Op het schip worden ze gedwongen te werken
voor twee in een heftige strijd verwikkelde misdadigers. En tussendoor moeten ze steeds proberen de bemanning van het schip te mijden. Op het moment van aankomst ontvoert de ene crimineel de dochter van de andere (en de liefde van Zeppo) en de helden moeten haar dan bevrijden. Dat vindt allemaal plaats tijdens een feest.

## Rolverdeling
| Acteur               | Personage                                                       |
| -------------------- | --------------------------------------------------------------- |
| Groucho Marx         | Groucho                                                         |
| Harpo Marx           | Harpo                                                           |
| Chico Marx           | Chico                                                           |
| Zeppo Marx           | Zeppo                                                           |
| Rockliffe Fellowes   | J.J. 'Big Joe' Helton                                           |
| Harry Woods          | Alky Briggs                                                     |
| Thelma Todd          | Lucille Briggs                                                  |
| Ruth Hall            | Mary Helton                                                     |
| Tom Kennedy          | First Mate Gibson                                               |
| Eddie Baker          | Ship's officer                                                  |
| Bobby Barber         | Barber's hoarse customer                                        |
| Billy Bletcher       | Man in Deck Chair                                               |
| Eddie Borden         | Joe, Photographer                                               |
| James Bradbury Jr.   | Guest at party                                                  |
| Maxine Castle        | Opera singer at party                                           |
| Maurice Chevalier    | Passport photo in passport carried by Groucho, Chico, and Harpo |
| Davison Clark        | Passport official                                               |
| Cecil Cunningham     | Madame Swempski (interviewed opera singer)                      |
| Bobby Dunn           | Gangster                                                        |
| Al Flosso            | Punch and Judy puppeteer                                        |
| Bess Flowers         | Indian's wife at party                                          |
| Otto Fries           | Ship's Second Officer                                           |
| Sherry Hall          | Reporter                                                        |
| Pat Harmon           | Indian at party                                                 |
| Ethan Laidlaw        | Cab driver at barn                                              |
| Sam Marx             | Passenger on boat/Man at quayside upon arrival                  |
| Charlotte Mineau     | Emily (woman caught in illicit affair on balcony at party)      |
| Harold Minjir        | Emily's lover                                                   |
| William H. O'Brien   | Waiter                                                          |
| Evelyn Pierce        | Manicurist                                                      |
| Cyril Ring           | Party Guest                                                     |
| Constantine Romanoff | Butch, Gangster                                                 |
| Rolfe Sedan          | Barber #2                                                       |
| Frederick Sullivan   | Pickpocket victim #1                                            |
| Ben Taggart          | Capt. Corcoran                                                  |
| Leo White            | Barber #1                                                       |
| Leo Willis           | Gangster                                                        |

## Achtergrond
Net als de andere films van The Marx Brothers is de plot niet echt belangrijk. Het is de leidraad voor het aan elkaar knopen van verschillende hilarische scènes. Een van de hoogtepunten is het moment waarbij ze aan land trachten te komen met het paspoort van Maurice Chevalier, waarbij ze allemaal (zelfs Harpo, zonder geluid) een van de liedjes van Chevalier nazingen.

## Citaten
- "Look at me. I worked myself up from nothing to a state of extreme poverty."
- "Sir, are you trying to offer me a bribe? How much?"
- "Oh, why can't we break away from all this, just you and I, and lodge with my fleas in the hills? I mean, flee to my lodge in the hills."
- "If you look at it, it's a barn. If you smell it, it's a stable".